# Kitware
Kitware est une entreprise américaine fondée en 1998 et spécialisée dans le développement de logiciels open-source dans les domaines de la visualisation scientifique, de la vision par ordinateur, de l'imagerie médicale et du développement logiciel.

## Projetsopen-source
Kitware développe et maintient plusieurs projets open-source, parmi lesquels figurent :
- 3DSlicer
- CMake
- IGSTK (en)
- Insight ToolKit
- ParaView
- VTK